# Matti und Sami und die drei größten Fehler des Universums (Film)
Matti und Sami und die drei größten Fehler des Universums ist ein Kinderfilm von Stefan Westerwelle nach dem gleichnamigen Roman von Salah Naoura.

## Handlung
Am Ufer eines finnischen Sees sitzt mittel- und obdachlos eine Familie aus Deutschland. Der zehnjährige Matti erklärt als Erzähler, ihm werde dafür die Schuld gegeben, aber er selbst sehe das anders. Anschließend wird die Vorgeschichte erzählt.
Matti wohnt mit seinem fünfjährigen Bruder Sami sowie der deutschen Mutter Annette und dem finnischen Vater Sulo in Deutschland. Annette kümmert sich zwar liebevoll um ihre Kinder, ist aber mit ihrer Anstellung in einer Arztpraxis überlastet. Sulo arbeitet als Busfahrer, träumt vergeblich von einer Karriere als Softwareentwickler und kapselt sich von seiner Familie ab. Daraus entsteht viel Streit zwischen den Eltern. Fragen zur Erwachsenenwelt bekommen die Jungen von Onkel Kurt beantwortet, einem Taxifahrer, der auch viele Privatfahrten für sie durchführt.
Mattis Weltbild bröckelt, als er wiederholt von Erwachsenen angelogen wird – die titelgebenden „Fehler des Universums“. Erst entpuppt sich ein Zeitungsbericht über einen Delfin im städtischen Ententeich, über den sich die tierlieben Jungen gefreut haben, als Aprilscherz. Dann stellt sich heraus, dass die Eltern nicht, wie gesagt, regelmäßig für Tiere in Not spenden. Die dritte Lüge trifft Matti besonders stark: Als Sulos Bruder Jussi bei einem Besuch prahlt, er übernehme in Kokkola den Holzbetrieb von Markku Virtanen (dem Sulo einmal versehentlich eine Lagerhalle in Brand gesteckt hat), hält Sulo dagegen, er habe eine Anstellung als Entwickler gefunden und sie würden demnächst in die Schweiz umziehen. Bis Matti erfährt, dass auch das nicht stimmt, hat er es bereits begeistert seiner ganzen Klasse erzählt. Um zumindest die zweite Lüge auszugleichen, spendet er das zum Essengehen gesammelte Kleingeld der Eltern einer Tierschutzorganisation und fühlt sich vollkommen im Recht, als er dafür zur Rede gestellt wird – er habe ja nur ihr Versprechen eingelöst.
Mattis bester Freund Turo, auch Halbfinne, hält einen Finnlandaufenthalt für die beste Maßnahme, um Mattis Familie glücklich zu machen, und findet dort ein Stellenangebot als Hausmeister, das Sulo annehmen könnte, um die Reise zu finanzieren. Turos älterer Bruder Jari bewirbt sich in Sulos Namen auf diesen Job und bekommt die Zusage. Doch das ist in Kokkola, so dass Sulo das nicht annehmen wird, um sich nicht Jussis Spott auszusetzen. Deshalb überredet Matti Onkel Kurt, für ihn auch noch an einer Verlosung teilzunehmen, die als Hauptgewinn ein Haus in Finnland bietet. Weil Matti darauf aber nicht warten möchte, fälscht er eine Gewinnmitteilung an seine Eltern und gibt darin die Kontaktdaten des Hausmeisterpostens an. Zu spät kommen ihm Bedenken, zu weit gegangen zu sein, er kann den Brief nicht mehr aufhalten. Als die überglücklichen Eltern auf telefonische Nachfrage erfahren, dass sie in Finnland schon erwartet werden (ohne zu wissen, dass sie nur Hausmeister und nicht Eigentümer sind) und Onkel Kurt die Teilnahme an der Verlosung bestätigt, bereiten sie nicht (wie Matti erwartet hat) einen Urlaub, sondern gleich einen endgültigen Umzug nach Finnland vor. Matti ist klar, dass das nicht gutgehen kann, aber er findet nicht den richtigen Zeitpunkt, ihnen die Wahrheit zu sagen, zumal er damit auch das neu gefundene Familienglück zerstören würde.
In Finnland bekommen die Eltern den Schlüssel und nehmen das Haus gutgläubig in Besitz. Sulo gerät in Wut darüber, dass der (vermeintliche) Vorbesitzer es nicht ausgeräumt hat. Der erscheint kurz darauf, es ist ausgerechnet Markku Virtanen, der sie sofort hinauswirft. Matti erklärt die Situation, aber die Familie steht nun völlig mittellos da. Annette überredet Sulo, sich zu überwinden und Jussi um Hilfe zu bitten; Matti erklärt sich nach offener Aussprache mit seinem Vater dazu bereit, mitzugehen. Dort stellt sich heraus, dass Jussis behauptete Übernahme von Markkus Holzhof auch nicht der Wahrheit entspricht, er ist nach wie vor nur ein einfacher Holzfäller. Die Brüder versöhnen sich, und die zwei Familien verleben gemeinsam zunächst einige glückliche Tage, während Matti sich fragt, ob das Universum ihr Problem lösen kann. Da trifft ein Paket aus Deutschland ein: Mattis Los hat tatsächlich gewonnen, sie besitzen ein Haus in Finnland.

## Produktion
Drehorte waren Hamburg und Kokkola. Tommi Korpela, der Darsteller des Vaters Sulo, hat für diese Rolle eigens ausreichend Deutsch gelernt.

## Rezeption

### Kritiken
Der Film wird weitgehend durchwachsen beurteilt. Vielen Kritikern ist neben zweifellos gelungenen Aspekten doch die Handlung zu unwahrscheinlich und realitätsfern. So urteilt etwa Falk Straub auf Kinozeit zwar zunächst: „Mit Matti und Sami und die drei größten Fehler des Universums gelingt Westerwelle ein Kinderfilm auf Augenhöhe. Julia Daschner begibt sich mit ihrer Kamera nicht nur auf die Position der kleinen Protagonisten, wie schon Salah Naouras Vorlage nimmt auch die Adaption deren Probleme ernst“. Er lobt den Einbau einer handfesten Ehekrise in einen Kinderfilm, bemängelt aber dann doch, dass „unter dem gewollten Happy End die Handlungslogik stets ein wenig zu sehr leidet.“ Auch Katrin Hoffmann auf epd Film fragt sich: „Wie kann die Familie angesichts dieser Katastrophe noch wunderbare Sommerferien beim Onkel verbringen?“ und findet Mattis Strategie, Lügen mit Lügen zu begegnen, zwar verständlich, deren unwahrscheinlichen Ausgang aber nicht logisch. Für Katharina Granzin auf Filmstarts ist auch die Stimmung zu bemüht, „als habe man Personal aus einer Heinz-Rühmann-Komödie der 50er Jahre versehentlich in einem aktuellen deutschen Kinderfilm ausgesetzt. […] Alles wirkt hier enorm gewollt, irgendjemand scheint die ganze Zeit nach Leibeskräften an der großen Komödienmaschine zu kurbeln; aber gerade weil dafür so viel Kraftaufwendung nötig ist, bleibt die Leichtigkeit auf der Strecke.“ Sie kommt zum Schluss, der Film sei „die durchschnittliche Verfilmung eines überdurchschnittlich guten Kinderbuchs.“

## Auszeichnungen
- Luxembourg City Film Festival 2019: Kids Jury Award als Bester Film[5]